# ۲۰۴۳ (میلادی)
۲۰۴۳ (میلادی) ۲۰۴۳مین سال تقویم میلادی است.

## درگذشتگان
‎